# 阿拉斯加獅子魚
阿拉斯加獅子鱼，为輻鰭魚綱鮋形目杜父魚亞目狮子鱼科的其中一種。分布於北太平洋區的美國阿拉斯加州海域，屬底棲性魚類，棲息在水深173公尺的水域，生活習性不明。